# 宣怀联合县
宣怀联合县，中国旧县名。
北岳平西抗日根据地设，1943年末由察哈尔省龙关西南、宣化东南、怀来西北一带（今属河北省）析置。1944年初改设龙宣怀联合县。1947年复设宣怀联合县，1948年撤销。 